# Ô Nhĩ Cung A
Ô Nhĩ Cung A (tiếng Trung: 烏爾恭阿; 1778 – 1846), ban đầu có tên Phật Nhĩ Quả Sùng Ngạch (佛爾果崇額), hiệu Thạch Cầm chủ nhân (石琴主人) là một hoàng thân của nhà Thanh trong lịch sử Trung Quốc, người thừa kế 1 trong 12 tước vị Thiết mạo tử vương.

## Cuộc đời
Ô Nhĩ Cung A sinh vào giờ Mẹo, ngày 17 tháng 6 (âm lịch) năm Càn Long thứ 43 (1778), trong gia tộc Ái Tân Giác La. Ông là con trai trưởng của Trịnh Cung Thân vương Tích Cáp Nạp, mẹ ông là Thứ Phúc tấn Trịnh thị (鄭氏). Năm Càn Long thứ 59 (1794), phụ thân ông qua đời, ông được thế tập tước vị Trịnh Thân vương (鄭親王) đời thứ 12. Năm Gia Khánh thứ 6 (1801), quản lý Tương Bạch kỳ Giác La học. Năm thứ 11 (1806), tháng 6, nhậm Đô thống Mông Cổ Chính Bạch kỳ, quản lý sự vụ Tân cựu Doanh phòng (新旧营房). Năm thứ 14 (1809), cách thối Đô thống. Năm thứ 19 (1814), tháng 3, quản lý Lưỡng dực Tông học. Năm thứ 24 (1819), tháng 4, nhậm Tông nhân phủ Tả Tông chính. Tháng 7, nhậm Đô thống Hán Quân Chính Bạch kỳ. Năm thứ 25 (1820), điều làm Đô thống Mãn Châu Tương Hồng kỳ, giám sát công việc của Dụ lăng.
Năm Đạo Quang nguyên niên (1821), tháng 8, quản lý sự vụ Tông Nhân phủ Ngân khố. Tháng 9, nhậm Thập ngũ Thiện bán Đại thần (十五善射大臣), thay quyền Chính Bạch kỳ Lĩnh thị vệ Nội đại thần. Năm thứ 2 (1822), ông được giao quản lý Khâm thiên giám, Toán học sự vụ, thay quyền Đô thống của Hán quân Chính Hoàng kỳ. Năm thứ 5 (1825), ông tiếp tục thay quyền Đô thống của Hán quân Chính Hoàng kỳ, quán lý bốn kỳ thuộc Hữu dực. Năm thứ 6 (1826), ông thay quyền Chính Hoàng kỳ Lĩnh thị vệ Nội đại thần. Tháng 6, thụ Duyệt binh đại thần (閱兵大臣), Đô thống Mãn Châu Tương Bạch kỳ. Năm thứ 7 (1827), tháng 7, ông chính thức nhậm chức Chính Hoàng kỳ Lĩnh thị vệ Nội đại thần. Tháng 10, ông được vào Nội đình hành tẩu. Năm thứ 8 (1828), tháng 9, cách toàn bộ chức vụ ông đang nắm giữ. Năm thứ 9 (1829), lại đảm nhiệm Đô thống Mông Cổ Chính Bạch kỳ. Năm thứ 12 (1832), tháng 9, nhậm Nội đại thần (內大臣). Năm thứ 18 (1838), tháng 5, nhậm Hữu Tông chính (右宗正). Năm thứ 19 (1839), lại đảm nhiệm Chính Bạch kỳ Lĩnh thị vệ Nội đại thần. Năm thứ 25 (1845), tiếp tục đảm nhiệm Tả tông chính.
Năm Đạo Quang thứ 26 (1846), ngày 25 tháng 2 (âm lịch), giờ Mùi, ông qua đời, thọ 68 tuổi, được truy thụy Trịnh Thận Thân vương (鄭慎親王).

## Gia quyến

### Thê thiếp
- Đích Phúc tấn: Phú Sát thị (富察氏, ? – 1800)[23], con gái của Phúc Khang An – con trai của Đại học sĩ Phó Hằng. Tháng 12 năm Gia Khánh thứ 3 (1798), chính thức được phong làm Trịnh Thân vương Đích Phúc tấn.[24]
- Trắc Phúc tấn:
  - Vương Giai thị (王佳氏), con gái của Tá lãnh Vĩnh Lộc (永祿).
  - Hồ Giai thị (瑚佳氏), con gái của Ngọc Quý (玉貴).
- Thứ Phúc tấn: 
  - Trần Giai thị (陳佳氏), con gái của Nhị Cách (二格).
  - Cương Giai thị (剛佳氏), con gái của Văn Thành (文成).
  - Lục Giai thị (祿佳氏), con gái của Hào Sinh Nguyên (校生源).
  - Vương Giai thị (王佳氏), con gái của Đắc Minh (得明).
  - Hầu Giai thị (侯佳氏), con gái của Phúc Quý (福貴).

### Con trai
1. Túc Khoan (肅寬; 1801 – 1803), mẹ là Trắc Phúc tấn Vương Giai thị. Chết yểu.
2. Túc Hòa (肃和; 1807 – 1832), mẹ là Thứ Phúc tấn Trần Giai thị. Năm 1826 thụ Phụ quốc Tướng quân kiêm Nhị đẳng Thị vệ. Vô tự.
3. Đoan Hoa (端華; 1807 – 1861), mẹ là Trắc Phúc tấn Hồ Giai thị. Năm 1846 được thế tập tước vị Trịnh Thân vương. Năm 1861 nhân vụ Chính biến Tân Dậu mà bị đoạt tước và ban chết. Có năm con trai.
4. Túc Cung (肅恭; 1809 – 1809), mẹ là Thứ Phúc tấn Lục Giai thị.Chết yểu.
5. Ân Hoa (恩华; 1809 – 1854), mẹ là Thứ Phúc tấn Cương Giai thị. Năm 1827 thụ Phụ quốc Tướng quân (輔國將軍). Năm 1853 nhân bị tội mà cách tước. Có bảy con trai.
6. Túc Thuận (肃顺; 1816 – 1861), mẹ là Trắc Phúc tấn Hồ Giai thị. Năm 1861 nhân vụ Chính biến Tân Dậu mà bị ban chết. Có bốn con trai.
7. Huệ Lược (惠略; 1817 – 1868), mẹ là Thứ Phúc tấn Vương Giai thị. Năm 1838 thụ Phụ quốc Tướng quân. Có hai con trai.
8. Khoan Lược (宽略; 1825 – 1864), mẹ là Thứ Phúc tấn Hầu Giai thị. Năm 1844 thụ Phụ quốc Tướng quân kiêm Nhị đẳng Thị vệ. Có ba con trai.